# Hans A. Hansen
Hans Albert Noah Lârsêraĸ Hansen (* 22. November 1925 in Qeqertarsuatsiaat; † 27. Dezember 1997) war ein grönländischer Journalist und Schriftsteller.

## Leben
Hans A. Hansen war der Sohn des ursprünglich aus Nordgrönland stammenden Jägers und Landesrats Nikolaj Hansen (1892–1935) und seiner Frau Ane Maria Benigne Lynge (1896–?). Er heiratete am 28. Dezember 1952 Charlotte Augusta Malene Johnsen (* 1932), Tochter des Böttchers Hans Ole Johnsen (1898–?) und seiner Frau Sofie Charlotte Benigne Lynge (1897–?), einer Halbschwester der ersten Frau von Jonathan Petersen (1881–1961).
Hans A. Hansen verbrachte seine ersten Jahre in seinem Geburtsort Qeqertarsuatsiaat. Als sein Vater starb, zog die Familie nach Nuuk, wo sein Bruder beim KGH arbeitete. Dort sollte er eine Ausbildung zum Lehrer erhalten, aber um seine Familie zu ernähren, war er gezwungen als Büroassistent zu arbeiten. In seiner Freizeit beschäftigte er sich mit der alten Radiostation in Nuuk und 1948 begann er dort als Freier Mitarbeiter zu arbeiten. 1956 wurde er festangestellt und sollte eine Lehre zum Studiotechniker absolvieren, aber sein Interesse für Radiosendungen war so groß, dass man ihn nach nur einem Monat zum Radioprogrammredakteur ausbilden ließ. Die Ausbildung erfolgte in Dänemark und er wurde unter anderem von Sam Besekow gelehrt. 1958 wurde er zusammen mit dem Dänen Mogens Kilde von Danmarks Radio der erste Radiojournalist beim neugegründeten KNR. Er war alleine für das grönländische Programm zuständig und erhielt erst 1961 einen Kollegen. Mit primitiver Aufnahmetechnik reiste er durch das Land, um Radiosendungen zu schaffen. In den 1970er Jahren ließ er sich in Dänemark und Schweden im Fernsehjournalismus weiterbilden, da sich zu dieser Zeit auch Fernseher in Grönland verbreiteten. 1980 begann er schließlich beim Fernsehen zu arbeiten und wurde Direktor von Nuuk-TV. 1986 ging er in Frührente, um sich der Schriftstellerei zu widmen. 1988 wurde er dennoch Radiochef, bevor er 1991 endgültig pensioniert wurde.
Er war Initiator von Grönlands erster Film- und Fernsehproduktionsfirma Nanok Film. Er war auch als Komponist, Schauspiel- und Hörspielautor und Filmproduzent tätig. Unter seinen Filmproduktionen sind Suna tamarmi killiffissalik und Takorluukkat sisamat sowie einige von der Regierung georderte Zeichentrickfilme für Antialkoholismuskampagnen. Außerdem übersetzte er Literatur ins Grönländische. Unter dem Pseudonym Albert Nuka war Hans A. Hansen auch als Schriftsteller tätig. 1989 verfasste er seinen Debütroman Pillagaq Akuamiu (Der Gestrafte aus Akua). Es wurde der erste Teil einer Trilogie. 1993 erschien die Fortsetzung Angerlartoq (Der Heimkehrende) und 1995 brachte er den dritten Teil Pujoq kivivoq (Der Nebel legt sich) heraus. Im selben Jahr erschien seine dänische Novellensammlung Stavnsbundne får vinger – og andre fortællinger (Ortsgebundene bekommen Flügel – und andere Erzählungen). 1992 erhielt er den Grönländischen Kulturpreis und 1997 wurde er zum Ritter des Dannebrogordens ernannt. Hans A. Hansen starb Ende 1997 im Alter von 72 Jahren an einem Schlaganfall.